# Davidson Wildcats

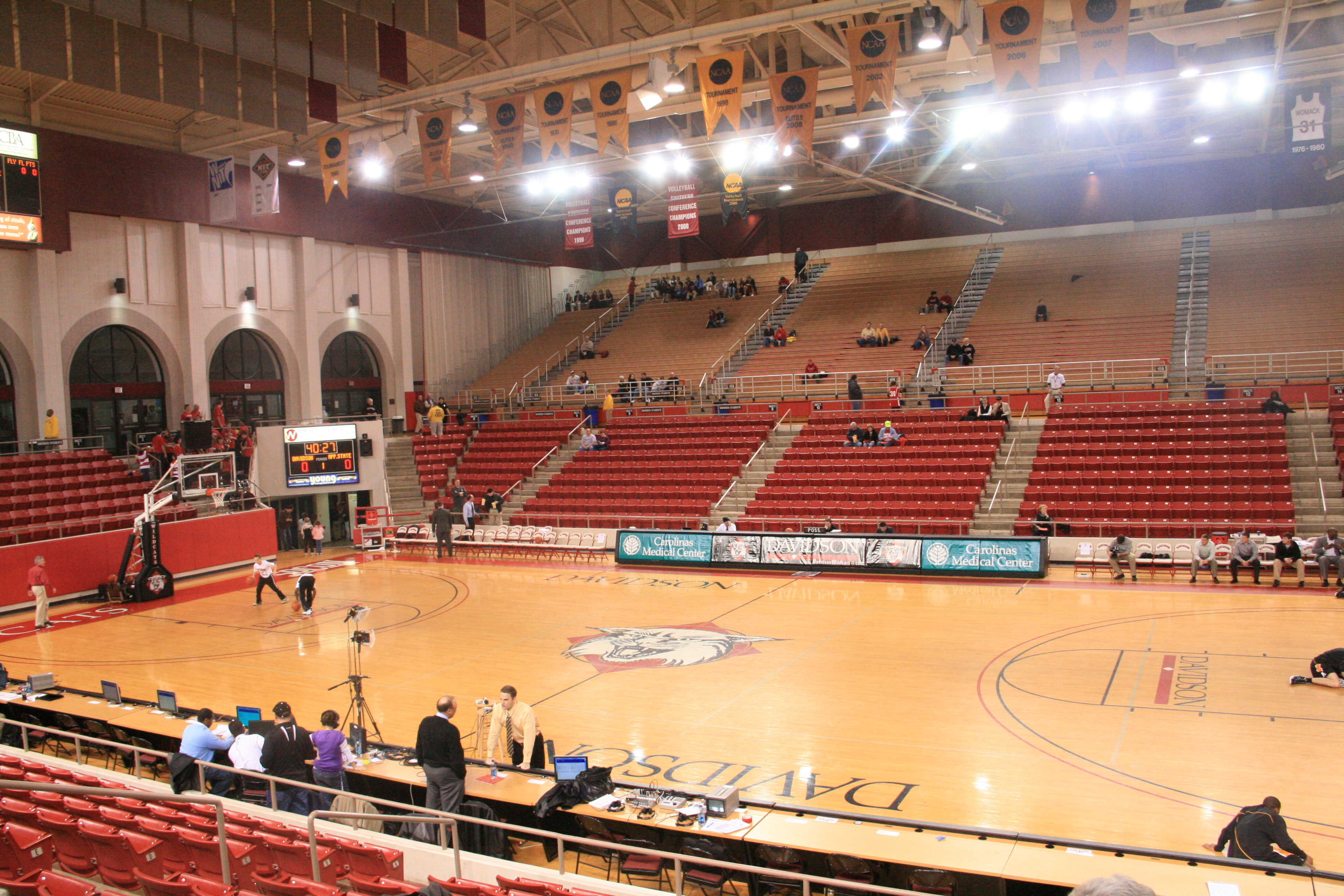
John M. Belk Arena.

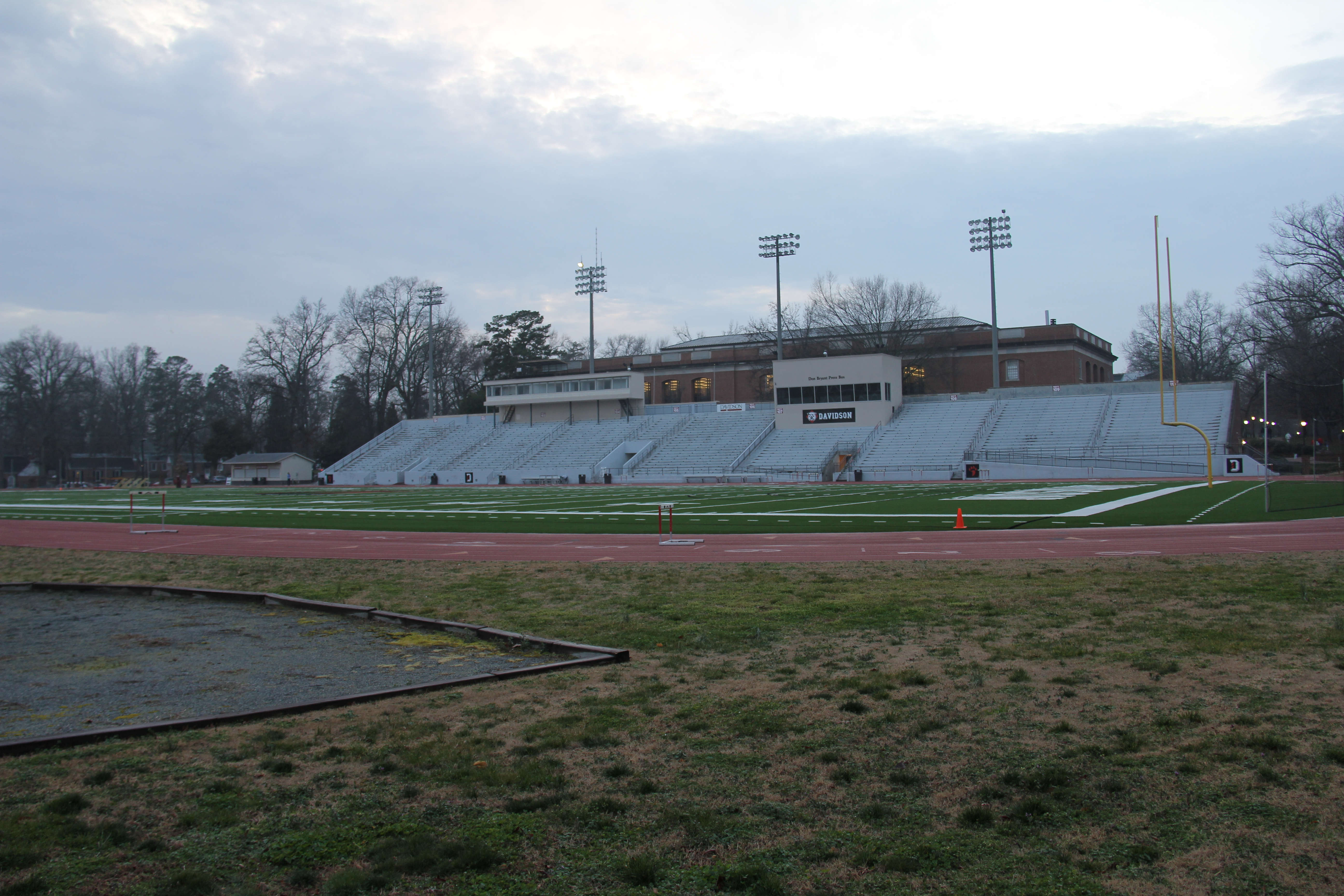
Richardson Stadium.

Davidson Wildcats (español: Gatos Salvajes del Colegio Davidson) es el equipo deportivo del Davidson College, situada en Davidson, Carolina del Norte. Los equipos de los Wildcats participan en las competiciones universitarias organizadas por la NCAA, y forman parte de la Atlantic 10 Conference, salvo en el fútbol americano, que lo hace en la Pioneer Football League, y en la lucha colegial, que lo hace en la Southern Conference.

## Programa deportivo
Los Wildcats participan en las siguientes modalidades deportivas:
| - Masculino - Béisbol - Baloncesto - Cross - Fútbol americano - Fútbol - Tenis - Golf - Natación - Atletismo - Lucha libre | - Femenino - Baloncesto - Cross - Hockey sobre hierba - Tenis - Lacrosse - Fútbol - Softball - Voleibol - Atletismo |

## Deportes

### Baloncesto
Los Wildcats de baloncesto han conseguido llegar al Torneo de la NCAA en 10 ocasiones, consiguiendo sus mejores resultados en 1968, 1969 y 2008, cuando llegaron a cuartos de final. Han conseguido además 10 títulos de conferencia, y han ganado la fase regular de la misma en 19 ocasiones.
Varios jugadores de Davidson han llegado a la NBA, de entre los que destaca Fred Hetzel, número uno del Draft de la NBA de 1965 y Stephen Curry, base internacional por Estados Unidos y MVP de la NBA en 2015 y 2016.

### Fútbol
El equipo de fútbol echó a andar en el año 1956, logrando su mayor éxito en 1992, cuando consiguieron llegar a la Final Four de la NCAA, cayendo en semifinales contra San Diego en la prórroga.